# Чудинова, Полина Александровна
Полина Александровна Чудинова (род. 7 февраля 2002) — российская фристайлистка, выступающая в могуле и параллельном могуле. Участница зимних Олимпийских игр 2022.

## Биография
Начала заниматься горнолыжным спортом в возрасте 7 лет в школе олимпийского резерва «Огонёк», первый тренер — Наталья Геннадьевна Брагина. Могулом занимается с 2014 года.
Дебютировала в кубке России 17 декабря 2020 года в Чусовом. На Чемпионате России 2020 года 21-22 декабря заняла 5 место в могуле и 8 место в параллельном могуле.
В марте 2021 года выступила на юниорском чемпионате мира, заняв 7 место в могуле и 6 место в параллельном могуле. Через неделю заняла 4 место в могуле на Чемпионате России 2021.
4 декабря 2021 года дебютировала в Кубке мира.
Вошла в состав сборной Олимпийского комитета России на Олимпиаде 2022 в Пекине. В первой квалификации в могуле не вошла в число 10 участников, прошедших в финал, заняв 17 место. Во второй квалификации заняла 5 место и попала во вторую десятку участников финала. В первом финале стала 17-й и завершила выступление.